# Филина, Элеонора Николаевна
Элеоно́ра Никола́евна Фи́лина (род. 19 апреля 1962, Москва) — российская теле- и радиоведущая, музыкальный редактор телепрограмм. Известна, главным образом, по телерадиопроекту «В нашу гавань заходили корабли».

## Биография
Родилась 28 апреля 1962 года в Москве. Окончила школу № 796 (1979) и Московский городской педагогический университет, факультет педагогики и психологии образования (1986). Работала учителем и детским психологом.
В 1991—1992 годах работала в структуре Гостелерадио СССР. С 1992 по 2011 год — ведущая, автор и шеф-редактор на «Радио России».
С 1992 по 2011 год в паре с детским писателем Эдуардом Успенским вела радио- и телепередачу «В нашу гавань заходили корабли». Она также была её музыкальным редактором и продюсером. Работала по контракту в телекомпаниях НТВ (1999—2001), ТВ-6 (2001—2002), ТВС (2002—2003), на «Пятом канале» (2007—2011).
С 2012 года — преподаватель Высшей школы телевидения.
Летом 2017 года без участия своего бывшего мужа открыла проект «Музыкальная гавань» (прежнее название Успенский зарегистрировал на себя), который стал выходить в телеверсии на канале «Ностальгия» с 25 октября 2019 года.
С 14 октября 2022 года — ведущая музыкальной программы «Хорошие песни» на телеканале «ТВ Центр» (совместно с Александром Михайловым).

## Семья
В 1980 году вышла замуж за одноклассника, в этом браке родились двое сыновей, старший — Денис и младший — Влад.
С 2005 по октябрь 2011 года состояла в браке со своим соведущим по программе «В нашу гавань заходили корабли» Эдуардом Успенским.